# Гениохи
Генио́хи или энио́хи (лат. Heniochi, греч. Ἡνίοχοι — «возничие») — древний народ, населявший северо-восточный берег Понта, у Геркулесова мыса, у подошвы Коракских гор, между племенами ахеян и кораксов.

## Общие сведения
Впервые гениохи были упомянуты в VIII веке до н. э. в урартских клинописных надписях. В VI веке до н. э. о них писал Скилак Кариандский в книге «Перипл обитаемого моря». В I веке до н. э. в своей книге «География», в гл 11, Страбон сообщает :

После Бат Артемидор называет побережье керкетов (где есть корабельные стоянки и селения) длиной почти в 850 стадий, затем побережье ахейцев — 500 стадий, потом берег гениохов — 1000 стадий, далее Большой Питиунт — длиной 360 стадий вплоть до Диоскуриады.

В 114 году н. э. (согласно Диону Кассию) Траян в Малой Армении в городе Сате принимал правителя гениохов и махелонов Анхиала с большим торжеством и отпустил его с богатыми дарами.
К IV веку н. э. относится одно из последних упоминаний гениохов, которое сделал Руф Фест Авиен, в перипле «Описание земного круга», где он писал:

Вблизи живёт племя керкетское и род торетов. Затем ахейцы от берегов Ксанта и от идейского Симоента перевезли своих ларов в обуреваемые ветрами каменистые долины. Вблизи живёт суровое племя гениохов, затем зиги, которые некогда, покинув царства пеласгов, заняли ближайшие местности Понта. Вблизи живут деятельные колхи: эти изгнанники из плодоносного Египта засевают крутизны высокой скалы.

Гениохи на базе высокоразвитой местной позднебронзовой металлургии освоили производство железа тогда же, когда и древние греки, египтяне и персы. Гениохи также были одними из создателей цикла о нартском кузнеце, в то время как греки их незаслуженно называли «дикими»16.

## Пиратство
Страбон сообщал, что гениохи были известны античному миру как морские пираты. На пиратство гениохов в начале нашей эры в своём стихотворном творчестве также указывает Овидий:

Воют неистово псы у чресел чудовищной Скиллы —
Но гениохский пират' для морехода страшней.
Трижды воду хлебнёт и трижды извергнет Харибда,
Но не равняйте её с грозной ахейской ордой.

Ш. Д. Инал-ипа пишет:
По сообщениям античных авторов, предки абхазов гениохи были страшными для греческих купцов морскими пиратами, искусно плававшими вдоль кавказских берегов в узких и легких ладьях, вмещавших 25—30 человек. Возвращаясь в родные места, где у них не было подходящих стоянок для судов, они взваливали свои ладьи на плечи и уносили в леса 15.

## Военные походы
Плиний Младший указывал, что в начале I века н. э. Диоскуриада и Питиунт были опустошены древнеабхазскими племенами гениохов. Эти события, по-видимому, положили конец городской жизни и ещё в одном городе, раскопки которого ныне именуют «Эшерское городище». Позже, в начале V века н. э. район Эшеры был захвачен племенем апсилов, пребывание которых археолог Ю. Н. Воронов подтвердил на основе обнаруженных здесь материальных артефактов, сделанных из керамики специфического облика. Также с их пребыванием Ю. Н. Воронов связал строительство в Эшерах здания на остатках более древнего, ещё эллинистического сооружения.

## Правители
Страбон также писал :

Управляют ими так называемые «скептухи», а эти последние сами подвластны тиранам и царям.
Так, например, у гениохов было 4 царя в то время, когда Митридат Евпатор, изгнанный из страны своих предков в Боспор, шёл через их землю.

- Анхиал — правитель гениохов и махелонов, правил в 114 году н. э., согласно сообщению Диона Кассия[6].

## Этническая принадлежность
Абхазы, абазины и адыги считают, что гениохи — это одно из обозначений их древних предков, так, например, в книге «История Абхазии» содержатся следующие сведения:

Гениохи — древние предки абхазо-адыгов, с которыми пришлось встретиться грекам и их первым путешественникам вдоль западно-кавказского побережья Чёрного моря в VI веке до н. э. Гениохи древними авторами помещались в различных источниках в районах Причерноморья и Закавказья. По ионийским письменным источникам, греческие города-государства (полисы) Диоскуриада и Фасис были основаны именно на земле гениохов. Гениохов следует подразумевать и в безымянных племенах, помещённых «отцом истории» Геродотом (V век до н. э.) между Фасисом и Кавказским хребтом.

Частично это поддерживал Ю. Н. Воронов, утверждавший: «В Восточном Причерноморье гениохи смогли сохранить свою индивидуальность до первых веков н. э., когда они распались на несколько уже совершенно определённых древнеабхазских предгосударственных образований (Апсилия, Абазгия, Санигия и др.)». То есть, подтверждая, что гениохи — предки абхазов и абазин, он отрицал участие гениохов в этногенезе адыгов.
Что касается сванской группировки, ее уже во II тыс. до н.э.следует локализовать в северной части распространения грузинских племен, хотя в это время, так же как и в I тыс. до н.э., они, видимо были широко распространены не только в горной, но и низменной частях Западной Грузии. К такому выводу приводит нас, в частности изучение древней топонимики данного края. Например, даже название «Ланчхути» считается сванским. Сванскую этимологию находят в наименовании крупных центров – Сухуми (груз. Цхуми – ср. сванск. Цхум – рцхила). К выводу о широком распространении сванского населения на территории Западной Грузии приводит также анализ сведений античных писателей; выясняется, в частности, что сванский элемент подразумевается, в основном, в часто упоминаемых в древности в Западной Грузии племенах гениохов.

## Мифология[13]
- Анавсид — вождь алан и гениохов[14], погибший от руки Стира[15].